# Mammalverkehr
Mammalverkehr oder Busen-Sex, vulgär Tittenfick, lat. Coitus intermammarius, coitus inter mammas, coitus intramammas, coitus intra mammas, ist eine Form des Geschlechtsverkehrs, bei der das Geschlechtsorgan des Sexualpartners an den Brüsten der Partnerin gerieben wird. Sie kann sowohl zwischen einem Mann und einer Frau wie auch zwischen gleichgeschlechtlichen Partnern praktiziert werden.

## Heterosexuelle Variante

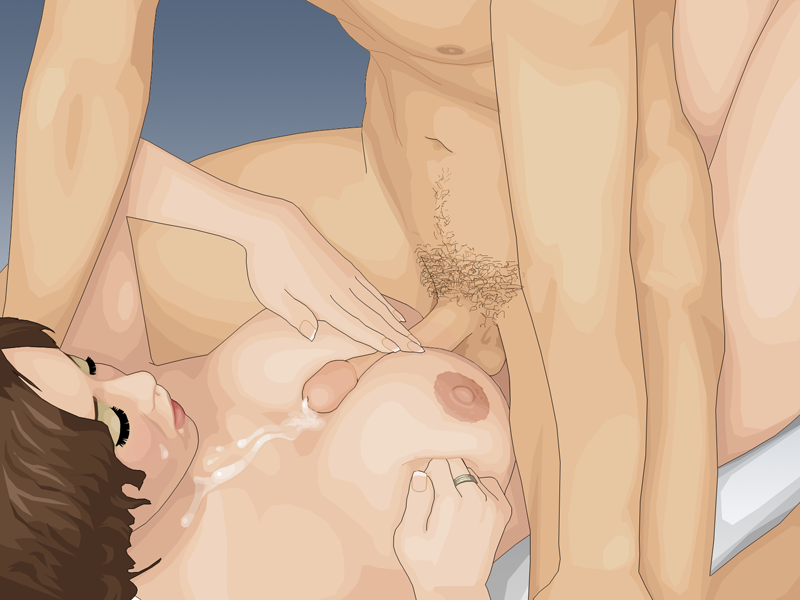
Mammalverkehr

Der Mammalverkehr zwischen einer Frau und einem Mann, der auch als „Spanisch“ bezeichnet wird, geschieht üblicherweise in der Form, dass der Mann seinen Penis eingepresst zwischen den  Brüsten der Frau reibt.
Solange das Sperma im Falle einer Ejakulation nur mit der Hautoberfläche der Partnerin (Brüste, Hals) kontaktiert, gilt diese Praktik in Bezug auf sexuell übertragbare Krankheiten als sicher. Dies ist jedoch nicht der Fall, wenn Sperma in den Mund, die Nase oder die Augen der Partnerin gelangt.
Die heterosexuelle Variante wird im britischen Englisch als French fuck (engl. ‚französischer Fick‘) bezeichnet und weicht von der umgangssprachlichen deutschen Bedeutung des „französischen Sex“, der Fellatio, ab.

## Homosexuelle Variante
Bei der zwischen zwei Frauen möglichen Variante des Mammalverkehrs werden die Brüste der einen Partnerin an der Vulva der anderen gerieben, wobei insbesondere die Klitoris mit der erigierten Brustwarze stimuliert wird.  In Fällen von Gynäkomastie bzw. Adipositas ist Mammalverkehr auch zwischen zwei Männern möglich.